# Partido Conservador Colombiano
El Partido Conservador Colombiano es un partido político antiguo y tradicional de Colombia. El partido fue instituido formalmente el 4 de octubre de 1849 por Mariano Ospina Rodríguez y José Eusebio Caro. Inicialmente fue fundado con el objetivo de proteger las tradiciones sociales y religiosas, además de promover políticas del proteccionismo económico dirigidas a los artesanos y la edificación de un estado intervencionista en oposición al estado liberal librecambista.
El Partido Conservador, junto con el Partido Liberal, dominó el escenario político colombiano desde 1848 hasta el 2002, año en que asciende al poder el disidente liberal con pensamiento de derecha Álvaro Uribe Vélez. A mediados del siglo xx, ambos partidos establecieron el Frente Nacional tras deponer el dictador Gustavo Rojas Pinilla; un pacto donde acordaron turnarse los períodos presidenciales por 16 años (1958-1974), sin opción para que terceras fuerzas políticas obtuviesen un espacio democrático y político. Gracias a este pacto bipartidista, terminó el periodo denominado de  "La Violencia" y comenzó el conflicto armado en Colombia. Durante este tiempo el partido conservador estuvo vinculado con grupos paramilitares de manera similar a como estuvo asociado en la época de la violencia con los denominados "chulavitas". A su vez el partido fue blanco de ataques por parte de guerrillas liberales durante La Violencia, y guerrillas marxistas durante el conflicto armado.
Tras los años 1990 el partido abandonó su posición de proteccionismo económico y asumió las mismas políticas de apertura de mercado que el partido liberal, lo cual lleva a la crisis del bipartidismo en Colombia. 
Actualmente el Partido Conservador es el quinto partido político con más representantes en el Congreso de la República. Apoyó la candidatura en segunda vuelta de Juan Manuel Santos en 2010, la de Óscar Iván Zuluaga en 2014 y la de Iván Duque Márquez en 2018.
Algunas de las figuras históricas del partido han sido: Mariano Ospina Rodríguez, Manuel María Mallarino, José Eusebio Caro y su hijo Miguel Antonio Caro, Julio Arboleda, Sergio Arboleda, José Manuel Marroquín, Rafael Reyes Prieto, Marco Fidel Suárez, Pedro Nel Ospina, Mariano Ospina Pérez, Laureano Gómez, Guillermo León Valencia, Misael Pastrana Borrero, Belisario Betancur Cuartas, Andrés Pastrana Arango y Álvaro Gómez Hurtado.
Históricamente, el partido ha sido tradicionalmente fuerte en Boyacá, Valle del Cauca, Caldas, Antioquia, Nariño, y en menor medida Cundinamarca y de la Región Caribe.

## Historia

### Orígenes
Entre 1832 a 1837 se formó un Partido Retrógrado, que aspiraba a retrotraer a la que consideraban una idílica sociedad colonial, por cuanto tomaron el nombre de retrógrados, y agrupaba a todos los grupos que se oponían a las ideas de la Ilustración y las revoluciones liberales, inicialmente a la Independencia y la República, y después las libertades, derechos y la igualdad social de los ciudadanos, y defendían mantener la paz.
En las elecciones de 1837, el Partido Retrógrado se unió a una facción anti-santanderista del Partido Progresista y formó el Partido Liberal, apoyaron la candidatura a la presidencia del jurista José Ignacio de Márquez, elegido presidente de la República de Nueva Granada para suceder a Santander. Durante su gobierno las tensiones sociales y políticas y la oposición del Partido Progresista dirigido por Santander en el Congreso llevaron a la unión de los antiguos bolivarianos con los ministeriales y las reformas que desmontaron los logros de Santander en su gobierno y que llevaron a la guerra de los Supremos. Los ministeriales José Eusebio Caro y Mariano Ospina Rodríguez fueron los miembros más importantes de los gobiernos de Márquez y su sucesor, el general Herrán, y sus ideas se reflejaron en la Constitución de 1843, la más conservadora de la historia de Colombia.
A la administración de Herrán sucedió la del general Tomás Cipriano de Mosquera, quien, a pesar del apoyo de los ministeriales, se mostró conciliador con los progresistas, sus adversarios en la guerra civil; que causó el repulso de los ministeriales que para 1846 se dividieron como partido entre moderados, que se unieron a Mosquera, y detractores, que rechazaron cualquier conciliación.  Ante la fundación del nuevo Partido Liberal por los antiguos progresistas, en 1849 los detractores Ospina Rodríguez y José Eusebio Caro formaron el Partido Conservador, el cual agrupó a los antiguos ministeriales opuestos a Mosquera, a las autoridades de la Iglesia católica y a muchos importantes terratenientes y mineros esclavistas. En el periódico La Civilización del 4 de octubre de 1849, Ospina y Caro publicaron el programa conservador que se convirtió en la plataforma ideológica del nuevo partido, el conservador.

### La Regeneración
En 1863 el partido liberal creó una nueva constitución en la ciudad de Rionegro que fue opuesta por el partido conservador. El país cayó en un periodo inestable debido a la pérdida de poder de la iglesia, el aislamiento de los conservadores del poder, la expropiación de bienes de manos muertas y la educación controlada por los liberales. Todo esto repercute en 4 guerras civiles y una serie de conflictos locales. En 1876 el político liberal independiente Rafael Núñez fue vencido por el candidato oficial del partido liberal a la presidencia Aquileo Parra a través de una serie de actuaciones de los liberales radicales, con lo cual le lograron quitar los votos del Caribe. Núñez se expuso como la solución no extremista para los liberales y conservadores independientes. También mantuvo su oposición al sistema federal que venía desde la Constitución de Rionegro de 1863 (Nuñez era el representante del Estado Soberano de Panamá en la redacción de la constitución de 1863 y fue el único que se opuso al carácter extremista de la misma) Luego fue candidato por el Partido Liberal a la presidencia en 1880 y ganó esa elección, aún con la oposición de muchos líderes de su propio partido. En 1884 fue reelegido con apoyo del Partido Conservador, y comenzó el proceso conocido como la Regeneración en el que se redactó una nueva constitución. Se fundó así la moderna República de Colombia, con un gobierno centralizado y proteccionista, y un sistema educativo manejado por la Iglesia católica.

### La Hegemonía Conservadora
Tras los eventos de la Regeneración, el partido conservador se mantuvo en el gobierno de Colombia hasta 1930. Durante este periodo se dio la separación de Panamá. Aunque el país fue pacífico durante la hegemonía, dos episodios violentos ocurrieron en este periodo: la Guerra de los Mil Días y la masacre de las bananeras. Durante la Hegemonía, el partido conservador creó el Banco de la República de Colombia y un moderno sistema ferroviario que atravesaba el país. Sin embargo las clases obreras emergentes se sentían desprotegidas por el gobierno conservador y comenzaron a apoyar al partido liberal, ganando la presidencia con Enrique Olaya Herrera en 1930.

### La Violencia

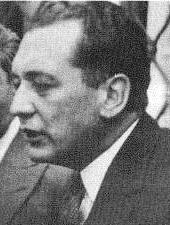
Laureano Gómez es considerado el presidente conservador más radical de la historia de Colombia.

En 1946, después de dieciséis años de gobiernos liberales, el candidato conservador Mariano Ospina Pérez ganó la presidencia debido a la división del Partido Liberal entre Gabriel Turbay y Jorge Eliécer Gaitán. La violencia política reapareció durante el periodo de Ospina, finalmente cobrando como víctima a Gaitán, quien fue asesinado en Bogotá el 9 de abril de 1948. Tras su homicidio comenzó el período conocido como La Violencia en el cual algunos miembros del Partido Liberal formaron guerrillas, que posteriormente serían atacadas por fuerzas paramilitares del gobierno conservador. El Partido Liberal boicoteó la elección presidencial de 1950, que fue ganada por el conservador radical Laureano Gómez. Gómez se convirtió en el líder de la facción más extrema de su partido, mientras que Ospina formó una facción moderada amigable con los menos radicales del Partido Liberal.

### El Frente Nacional
En 1953 un golpe de Estado contra Gómez fue liderado por el general Liberal Gustavo Rojas Pinilla. Rojas era cercano a Mariano Ospina Pérez y a su facción dentro del Partido Conservador, y también a algunos liberales moderados. Rojas comenzó su gobierno con apoyo de importantes políticos de ambos partidos, aunque decidió crear su propio partido en 1955, al cual llamó Movimiento de Acción Popular. Tras sus diferencias con los partidos tradicionales, Rojas censuró y cerró periódicos importantes y comenzó un proceso para reelegirse. Temiendo una posible dictadura, miembros de los dos partidos tradicionales crearon una alianza llamada el Frente Nacional. que evitó que Rojas se quedara en el poder por más tiempo. El Frente Nacional consistía en un pacto en el cual por dieciséis años, conservadores y liberales compartirían el poder a nivel local y nacional, y gobernarían el país turnándose la presidencia cada cuatro años. El Partido Conservador no presentó candidato en 1958 y 1966, y los liberales apoyaron a los candidatos conservadores (Guillermo León Valencia) en 1962 y (Misael Pastrana) en 1970. Durante este periodo histórico una disidencia conservadora liderada por Jorge Leyva Urdaneta se opuso al pacto. Leyva se postuló a la presidencia en 1958 y 1962. Los conservadores Belisario Betancur y Evaristo Sourdis fueron también candidatos en la elección de 1970, en la cual perdieron contra Pastrana.

### Finales delsigloXX

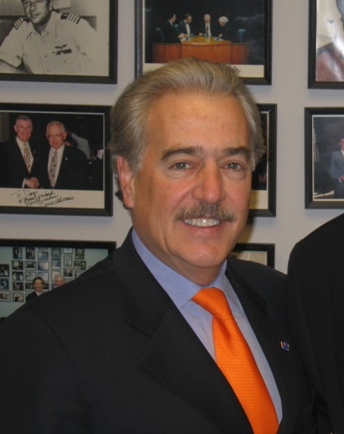
El presidente Andrés Pastrana fracasó en un intento de darle fin al conflicto armado colombiano a través de diálogos de paz y luego desarrolló el Plan Colombia con el gobierno de los Estados Unidos.

Durante el Frente Nacional las diferencias ideológicas de ambos partidos desaparecieron, sin embargo los partidos sobrevivieron por la tradición familiar de los miembros y los clanes políticos regionales. Ambos partidos fueron tomados por caciques políticos regionales, mientras que las facciones tradicionales permanecieron bajo el liderazgo de nuevos personajes. 
La facción de Ospina continuó a través de Andrés Pastrana, hijo de Misael Pastrana; mientras que Álvaro Gómez Hurtado, hijo de Laureano Gómez, lideró un grupo disidente llamado Movimiento de Salvación Nacional. Gómez fue asesinado en 1995 en circunstancias poco conocidas, sin embargo hay testimonios que implican en el homicidio a miembros del gobierno de entonces (al cual Gómez crtiticaba en sus columnas del periódico El Nuevo Siglo) y de la mafia. En 1982, el conservador Belisario Betancur fue elegido presidente. Después de ello, el partido se mantuvo en la oposición hasta 1998, cuando Andrés Pastrana ganó las elecciones. El partido usó el nombre Partido Social Conservador entre 1990 y 1992.
Durante este periodo se formaron muchos partidos nuevos, y algunos de ellos fueron movimientos disidentes del Partido Conservador. Entre estos estaba el Movimiento de Salvación Nacional, el Conservatismo Independiente de la familia Gerlein, el movimiento independiente de Andrés Pastrana llamado Nueva Fuerza Democrática, el Movimiento Nacional Conservador, y la disidencia antioqueña llamada "Unionismo".
En palabras del expresidente Andrés Pastrana, « El Partido Conservador es absolutamente corrupto ».
En las elecciones de 1998, resultó ganador Andrés Pastrana Arango, y por lo tanto, fue presidente de 1998 a 2002.

### SigloXXI
Para las elecciones presidenciales de 2002, aunque inicialmente la mayoría de los senadores y representantes conservadores apoyaron la candidatura de Juan Camilo Restrepo, quien era cercano al gobierno de Andrés Pastrana; el Partido Conservador finalmente respaldó al candidato Álvaro Uribe, un liberal postulado como independiente contra el candidato oficial del liberalismo, Horacio Serpa. Al resultar elegido Uribe como presidente de Colombia, el Partido Conservador pasó a hacer parte de la coalición uribista. 
En las elecciones presidenciales de 2006, el partido apoyó la reelección de Uribe, siendo el segundo partido más grande de su coalición en el congreso, después del Partido de la U. En las elecciones legislativas de 2010 el Partido Conservador nuevamente se posicionó como la segunda fuerza política más votada de Colombia, sin embargo en las elecciones presidenciales del mismo año la candidata del Partido Conservador, Noemí Sanín, resultó derrotada, ocupando el quinto lugar en votación; en dichas elecciones resultó elegido Juan Manuel Santos como presidente de Colombia y el Partido Conservador, una vez más, se vinculó a la coalición oficialista. En noviembre de 2011 el senador Efraín Cepeda fue elegido como nuevo presidente del Partido Conservador.
El Partido Conservador incrementó su participación parlamentaria durante la primera década del siglo XXI. En 2002, el Partido Conservador se ubicó en segundo lugar tras el Liberal. Obtuvo 13 de 102 curules para el Senado y 21 de 166 para la Cámara de Representantes. Para 2006 el partido logró elegir 18 senadores (5 más que en la anterior elección) y 29 representantes a la Cámara (9 más que en la anterior elección). La situación mejoró aún más para los conservadores en 2010, año en el cual obtuvieron 22 senadores (cuatro más que en 2006) y 36 representantes a la Cámara (7 más que en 2006).
Desde 2006 el Partido de la U se consolidó como la primera fuerza política del país, mientras que el liberalismo se ha desplazado hasta la tercera posición. Como integrantes de la coalición uribista y posteriormente de la Mesa de Unidad Nacional, el Partido Conservador y el Partido de la U se han convertido en importantes socios programáticos e ideológicos. En diciembre de 2011 se selló un pacto entre las bancadas de representantes de ambos partidos para garantizar la mayoría en la Cámara de Representantes.
El conservatismo ha sido uno de los movimientos políticos más afectados por la crisis de la parapolítica desatada por el pacto establecido entre muchos políticos del país y grupos paramilitares, así como por otros escándalos de corrupción ocurridos durante la primera década del siglo XXI en instituciones como el Ministerio de Agricultura y la Dirección Nacional de Estupefacientes. Al interior del partido el expresidente Andrés Pastrana se manifestó a favor de un cambio en la dirigencia de la colectividad, generando un enfrentamiento con el entonces presidente del partido José Darío Salazar, quien también era investigado por su presunta participación en el escándalo de la Dirección Nacional de Estupefacientes. En enero de 2012 el nuevo presidente del partido, Efraín Cepeda, anunció una modificación a los estatutos del partido para suspender a los integrantes de este que enfrenten procesos judiciales, con asesoría del Programa de Naciones Unidas para el Desarrollo.
El exprocurador general de la nación, Alejandro Ordóñez, reconocido por sus posiciones conservadoras y tradicionalistas en asuntos morales y religiosos, se ha convertido en una de las cabezas más visibles del Partido Conservador y para las elecciones de 2014 diversos sectores del partido manifestaron sus deseos de que fuese candidato a la presidencia. Sin embargo Ordóñez optó por seguir al frente de la Procuraduría y Juan Manuel Santos fue reelegido como Presidente de la República de Colombia.
David Barguil es designado candidato a la Presidencia de Colombia en 2022 en la Coalición por Colombia.

## Ideología

### Programa Conservador de 1849
1. El orden constitucional contra la dictadura.
2. La legalidad contra las masas y vías de hecho.
3. La moral del cristianismo y sus doctrinas civilizadoras contra la inmoralidad y las doctrinas corruptoras del materialismo y del ateísmo.
4. La libertad racional, en todas sus diferentes aplicaciones contra la opresión y el despotismo monárquico, militar, demagógico, literario, etc.
5. La igualdad legal contra el privilegio aristocrático, universitario o cualquier otro; la
tolerancia real y efectiva contra el exclusivismo y la persecución, sea del católico contra el
protestante y el deísta, o del ateísta contra el jesuita y el fraile, etc.
6. La propiedad contra el robo y la usurpación ejercida por los comunistas, los socialistas, los
supremos o cuales quiera otros.
7. La seguridad contra la arbitrariedad de cualquier género que sea.
8. La civilización, en fin, contra la barbarie.

### Principios actuales

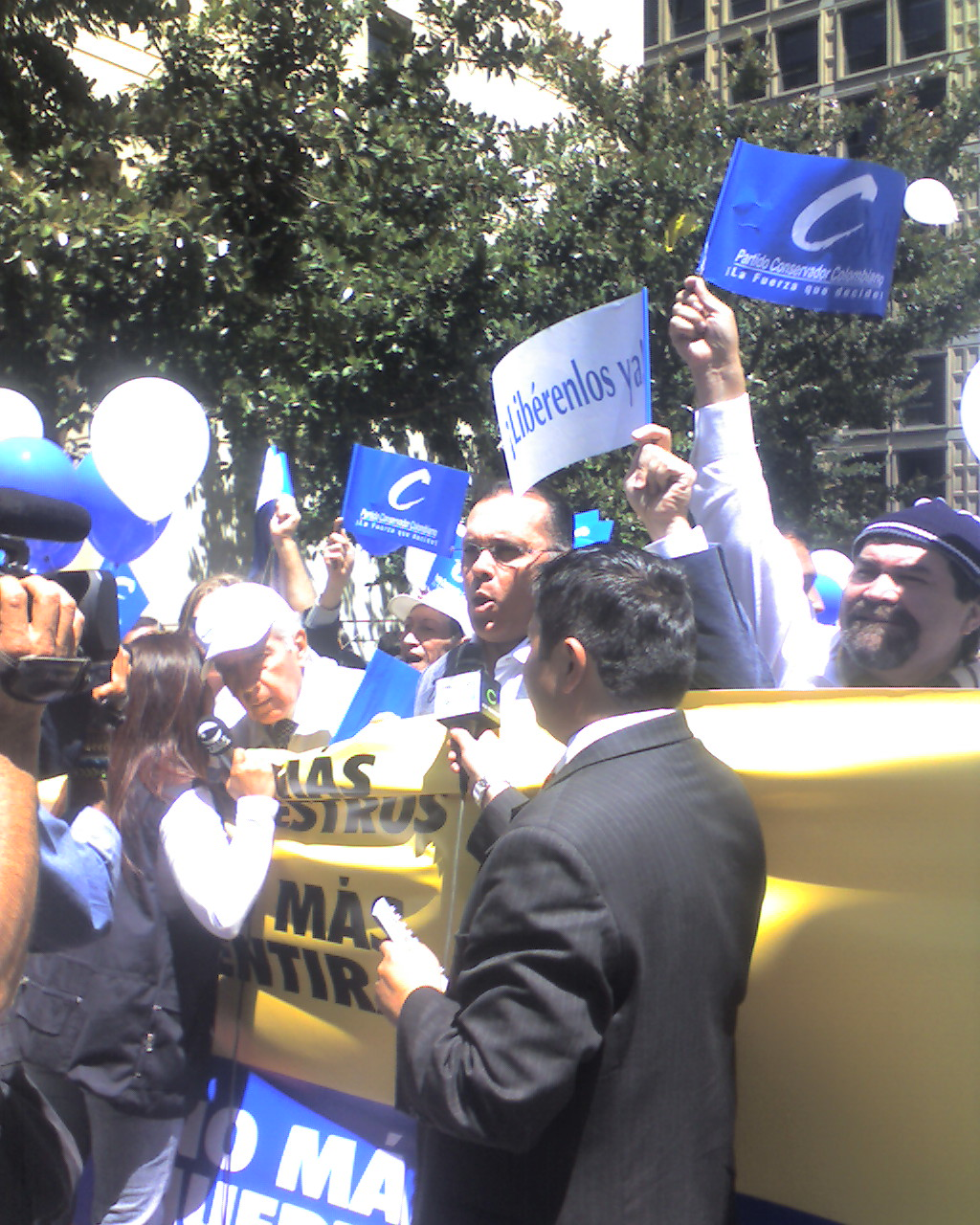
Manifestantes del Partido Conservador.

De acuerdo con la información oficial del partido, estos son algunos de sus principios centrales:
1. Dios es el centro del universo.
2. Existe un orden natural y una Ley natural de la humanidad.
3. Los seres humanos tienen dignidad y debe respetarse.
4. Existe una moral universal y unos valores éticos universales.
5. La razón humana no es absoluta, tiene límites.
6. El hombre es libre de hacer el bien o el mal.
7. Los grandes maestros son la civilización, la cultura y la tradición.
8. El orden social requiere legalidad y autoridad fuerte.
9. La propiedad privada es un derecho natural y cumple una función social.
10. La equidad y la justicia social reflejan la solidaridad y el amor cristiano.
11. La autonomía local y la desconcentración del poder son importantes para preservar el orden y la tradición.

### Economía
En 2011, la dirigencia del Partido Conservador propuso que las empresas petroleras contraten personas nativas de las regiones donde realizan sus actividades económicas para evitar incidentes y conflictos laborales, tras un paro petrolero convocado por trabajadores de la empresa Pacific Rubiales.
Igualmente, el Partido Conservador busca aumentar los impuestos que pagan las multinacionales extractoras de oro a partir de un incremento en las ganancias de dichas empresas.

### Separación de poderes y estructura del Estado
Tradicionalmente el Partido Conservador ha estado asociado fuertemente a la Iglesia Católica y a preservar los valores morales del cristianismo en la sociedad colombiana. Defendió la administración eclesiástica del sistema educativo durante el siglo XIX y gran parte del XX. A partir de la Constitución de 1991, el partido ha moderado sus posiciones al respecto y aceptado una mayor separación iglesia-estado.
Parlamentarios conservadores han denunciado lo que califican como politización y un incremento de la corrupción en la Corte Suprema de Justicia y apoyan la reforma a la rama judicial impulsada por el gobierno de Juan Manuel Santos, que es vista por los magistrados de las altas cortes como una venganza de sectores políticos cercanos al paramilitarismo. Sin embargo, han realizado una fuerte oposición al retiro del fuero militar que contempla dicha reforma.

### Política Social
Derechos LGBT
El Partido Conservador se opone al matrimonio homosexual y a la adopción por parte de parejas del mismo sexo, sin embargo acepta la pertenencia de homosexuales a las fuerzas militares y el trabajo de estos en instituciones públicas. Su oposición al matrimonio gay ha causado una fuerte oposición a este partido de parte de líderes liberales que acusan al partido conservador de homofobia. También se opone a la ideología a los estudios de género, tildándolos de "ideología de género".
Aborto
Un asunto ideológico clave para el conservadurismo ha sido la oposición absoluta al aborto; aún en casos de abuso sexual, problemas genéticos incompatibles con la vida o riesgos para la madre. Desde la despenalización del aborto terapéutico en Colombia en 2006, el Partido Conservador ha intentado fallidamente regresar a la prohibición de esta práctica. En 2011 el Partido Conservador buscó aprobar un proyecto de ley para prohibir el aborto y enviar a prisión a los médicos que realicen este procedimiento, pero dicho proyecto no fue aprobado pues solo contaba con el apoyo de este partido y de un sector del Partido de la U.

### Defensa y seguridad
Históricamente los conservadores eran partidarios de una solución pacífica al conflicto armado colombiano por medio de una negociación política. Durante el gobierno del conservador Belisario Betancur se permitió la creación de la Unión Patriótica, un partido político para la guerrilla de las FARC que posteriormente fue exterminado y sus miembros asesinados por grupos paramilitares. El gobierno de Andrés Pastrana Arango se caracterizó por un proceso de paz con el mismo grupo guerrillero realizado entre 1998 y 2002. Tras el fracaso de dicho proceso y el ascenso de la candidatura de Álvaro Uribe Vélez a la presidencia, los conservadores cambiaron su visión histórica por una favorable a la victoria militar en el conflicto. En este contexto surge el Plan Colombia, pacto respaldado por el conservadurismo, y posteriormente la política de seguridad democrática de la administración de Uribe. A partir de entonces el Partido Conservador ha abanderado propuestas de seguridad y lucha contra el terrorismo.
Una de las principales banderas actuales del Partido Conservador es el mantenimiento de un fuero militar diferenciado del civil; por lo que ha tenido fuertes roces con el gobierno de Juan Manuel Santos.

## Directores del Partido Conservador desde 1851
| Nombre | Inicio          | Final           |
| --- | --------------- | --------------- |
| Carlos Holguín Mallarino - Alejandro Posada - Lázaro María Pérez | 187-            | 1876            |
| Jorge Holguín Mallarino | 1876            | 18              |
| Luis Cuervo Márquez |                 |                 |
| José Vicente Concha | 191             | 1914            |
| Marco Fidel Suárez | 1914            | 191             |
| Abel Casablanca | 192             | 1930            |
| José de la Vega - Mariano Ospina Pérez - Augusto Ramírez Moreno - Hernando Uribe - Luis Ignacio Andrade | 193             | 193             |
| Laureano Gómez | 1945            | 1946            |
| Manuel Barrera Parra | 1946            | 1947            |
| Laureano Gómez | 1947            | 1948            |
| José Antonio Montalvo | 1948            | 1949            |
| Gilberto Alzate Avendaño | 1950            | 1952            |
| Laureano Gómez | 1952            | 1954            |
| Rafael Azuero Manchola | 1956            | 1958            |
| Bertha Hernández de Ospina - J. Emiliano Valderrama - Rafael Delgado Barrenche - Evaristo Sourdis - Lucio Pabón Núñez - José Restrepo Restrepo - Domingo Sarasty - Carlos Augusto Noriega - Álvaro Lloreda - Luis Torres Quintero | 1965            | 1967            |
| Evaristo Sourdis | 1967            | 1967            |
| | 1967            | 1969            |
| Evaristo Sourdis | 1969            | 1970            |
| Rafael Azuero Manchola | 1970            | 1972            |
| Álvaro Gómez Hurtado | 1972            | 1974            |
| Mariano Ospina Pérez | 197             | 197             |
| Humberto González Narváez | 197             | 1976            |
| Ignacio Vélez Escobar | 1976            | 1976            |
| Fernando Sanclemente Molina | 1984            | 1984            |
| Misael Pastrana Borrero | 1984            | 1986            |
| Rodrigo Lloreda | 1986            |                 |
| Misael Pastrana Borrero | 198-            |                 |
| Carlos Holguín Sardi | 1988            | 19...           |
| |                 |                 |
| Carlos Holguín Sardi | 2000            | 2006            |
| Fabio Valencia Cossio | 2006            | 2008            |
| Efraín Cepeda | 2009            | 2010            |
| José Darío Salazar Cruz | 2010            | 2011            |
| Omar Yepes Alzate | 2013            | 2014            |
| David Barguil | 2016            | 2018            |
| Hernán Andrade | 2018            | 2019            |
| Omar Yepes Alzate | 2019            | Julio de 2022   |
| Carlos Andrés Trujillo | Julio de 2022   | Febrero de 2023 |
| Efraín Cepeda | Febrero de 2023 | 2024            |
| Nadia Blel Scaff | 2024            | A la fecha      |

## Presidentes apoyados por el Partido Conservador
| Año  | Nombre                     |
| ---- | -------------------------- |
| 1847 | Rufino Cuervo Barreto      |
| 1855 | Manuel María Mallarino     |
| 1857 | Mariano Ospina Rodríguez   |
| 1861 | Bartolomé Calvo            |
| 1888 | Carlos Hoguín Mallarino    |
| 1892 | Miguel Antonio Caro        |
| 1899 | Manuel Antonio Sanclemente |
| 1900 | José Manuel Marroquín      |
| 1904 | Rafael Reyes Prieto        |
| 1909 | Ramón González Valencia    |
| 1910 | Carlos Eugenio Restrepo    |
| 1914 | José Vicente Concha        |
| 1918 | Marco Fidel Suárez         |
| 1922 | Pedro Nel Ospina           |
| 1926 | Miguel Abadía Méndez       |
| 1946 | Mariano Ospina Pérez       |
| 1949 | Laureano Gómez Castro      |
| 1951 | Roberto Urdaneta Arbeláez  |
| 1962 | Guillermo León Valencia    |
| 1970 | Misael Pastrana Borrero    |
| 1982 | Belisario Betancur Cuartas |
| 1998 | Andrés Pastrana Arango     |

| Año  | Nombre                 |
| ---- | ---------------------- |
| 1884 | Rafael Núñez           |
| 1958 | Alberto Lleras Camargo |
| 1966 | Carlos Lleras Restrepo |
| 2002 | Álvaro Uribe Vélez     |
| 2010 | Juan Manuel Santos     |
| 2018 | Iván Duque Márquez     |

## Resultados

### Elecciones presidenciales
|  | 38.93 % |

|  | 35.77 % |

|  | 45.79 % |

|  | 22.68 % |

|  | 46.24 % |

|  | 73.25 % |

|  | 11.11 % |

|  | 33.33 % |

|  | 11.11 % |

|  | 22.22 % |

|  | 33.33 % |

|  | 22.22 % |

|  | 99.99 % |

|  | 77.77 % |

|  | 88.88 % |

|  | 66.66 % |

|  | 19.70 % |

|  | 05.90 % |

|  | 50.30 % |

|  | 59.90 % |

|  | 41.86 % |

|  | 89.11 % |

|  | 53.20 % |

|  | 61.75 % |

|  | 99.88 % |

|  | 29.00 % |

|  | 41.35 % |

|  | 40.50 % |

|  | 99.95 % |

|  | 79.80 % |

|  | 62.30 % |

|  | 62.87 % |

|  | 41.20 % |

|  | 31.40 % |

|  | 46.60 % |

|  | 46.75 % |

|  | 36.50 % |

|  | 12.15 % |

|  | 44.98 % |

|  | 48.45 % |

|  | 34.73 % |

|  | 50.39 % |

|  | 54.35 % |

|  | 62.51 % |

|  | 06.13 % |

|  | 15.52 % |

|  | 07.30 % |

|  | 23.94 % |

### Elecciones legislativas
|  | 48.9 % |

|  | 37.4 % |

|  | 35.1 % |

|  | 35.7 % |

|  | 33.8 % |

|  | 33.6 % |

|  | 44.6 % |

|  | 44.4 % |

|  | 46.1 % |

|  | 98.9 % |

|  | 98.9 % |

|  | 100 % |

|  | 42.3 % |

|  | 42.4 % |

|  | 41.7 % |

|  | 45.4 % |

|  | 41.7 % |

|  | 35.6 % |

|  | 31.3 % |

|  | 29.9 % |

|  | 33.8 % |

|  | 26.9 % |

|  | 27.3 % |

|  | 32.0 % |

|  | 32.0 % |

|  | 40.0 % |

|  | 39.4 % |

|  | 40.3 % |

|  | 40.3 % |

|  | 37.1 % |

|  | 37.0 % |

|  | 31.2 % |

|  | 31.3 % |

|  | 11.4 % |

### Elecciones legislativas desde 1991
|  | 7.1 % |

|  | 16.8 % |

|  | 20.0 % |

|  | 21.6 % |

|  | 12.2 % |

|  | 15.0 % |

|  | 10.0 % |

|  | 10.8 % |

|  | 15.98 % |

|  | 15.8 % |

|  | 21.2 % |

|  | 21.4 % |

|  | 13.58 % |

|  | 17.31 % |

|  | 12.58 % |

|  | 12.14 % |

|  | 14.18 % |

|  | 12.56 % |